# Bernardo Herrera Restrepo
Bernardo Herrera Restrepo (ur. 11 września 1844 w Bogocie, zm. 2 stycznia 1928 tamże) – kolumbijski duchowny rzymskokatolicki, biskup Medellín, arcybiskup bogotański i pierwszy prymas Kolumbii.

## Biografia

### Młodość i prezbiteriat
Po zakończeniu edukacji w Kolumbii, w 1864 wyjechał do Francji, gdzie wstąpił do Seminarium Duchownego św. Sulpicjusza w Paryżu. Poznał tam i wywarł wrażenie na koadiutorze arcybiskupa Santa Fe w Nowej Grenadzie i przyszłej głowie kolumbijskiego Kościoła abp Vicencie Arbeláezie Gómezie, który przebywał w Paryżu wygnany przez antyklerykalny rząd Kolumbii. 19 grudnia 1868 otrzymał święcenia diakonatu, a 22 maja 1869 w kościele św. Sulpicjusza w Paryżu prezbiteriatu z rąk bpa Henriego Louisa Charlesa Mareta i został kapłanem archidiecezji Santa Fe w Nowej Grenadzie. Następnie studiował teologię na Uniwersytecie „La Sapienza” w Rzymie. 
Po powrocie do Bogoty, Vicente Arbeláez Gómez, który był już wówczas arcybiskupem Santa Fe w Nowej Grenadzie, mianował go 12 grudnia 1871 rektorem Wyższego Seminarium Duchownego w Bogocie. Nominacja dla 27-latka na tak wysoki urząd była sporym zaskoczeniem. Na tym stanowisku podjął się zadania odnowienia tej niedawno reaktywowanej po latach antyklerykalnych rządów uczelni: ustanowił nowy program nauczania, odnowił kaplicę i pracownie, na czele z pracownią fizyczną, uznawaną za najlepiej wyposażoną w mieście oraz powiększył bibliotekę.

### Episkopat
27 marca 1885 papież Leon XIII mianował go biskupem Medellínu. 27 grudnia 1885 w katedrze w Bogocie przyjął sakrę biskupią z rąk arcybiskupa Santa Fe w Nowej Grenadzie José Telésphora Paúla y Vargasa SI. Współkonsekratorami byli emerytowany biskup Pasto Manuel Canuto Restrepo y Villegas oraz biskup pomocniczy Medellínu Mosé Higuera.
4 czerwca 1891 ten sam papież mianował go arcybiskupem Santa Fe w Nowej Grenadzie. Ingres do stołecznej katedry odbył 13 września 1891. Od papieża otrzymał również honorowe tytuły asystenta Tronu Papieskiego (20 września 1891) i hrabiego rzymskiego (1896). 8 czerwca 1898 papież zmienił tradycyjną nazwę jego arcybiskupstwa, na nawiązującą do współczesnej nazwy miasta nazwę archidiecezja bogotańska. Tym samym zmienił się jego tytuł na arcybiskup bogotański. Uznanie przyniosło mu przewodniczenie Radzie Plenarnej Ameryki Łacińskiej w Rzymie w 1899.
W II poł. lat 90. XIX w. zerwał więzy z konserwatywnym rządem prezydenta Miguela Antonio Caro i z popierającymi go biskupami, broniąc absolutnej niezależności władzy kościelnej. Podczas wojny Tysiąca Dni (1899-1902) zajął neutralne stanowisko, uważając, że duchowieństwo powinno powstrzymać się od zaangażowania politycznego. Zwycięstwo konserwatystów w wojnie przyniosło kolumbijskiemu Kościołowi katolickiemu i jemu jako jego głowie, jeden z okresów największego wpływu na życie duchowe, polityczne i społeczne kraju. W kwestiach politycznych wolał nie angażować się w kompetencje rządu, jednak bywał arbitrem w sporach w łonie rządzącej Kolumbijskiej Partii Konserwatywnej. Według wspomnień gen. Alfredo Vásqueza Cobo, gdy w 1926 ważyły się losy wyznaczenia kandydata na prezydenta z ramienia Partii Konserwatywnej pomiędzy nim a Miguelem Abadíą Méndezem, abp Herrera Restrepo arbitralnie wskazał tego drugiego, co zostało uznanie przez partię. 
W sferze religijnej przewodniczył Konferencji Episkopatu Kolumbii (od jej ustanowienia w 1908 do śmierci) oraz Kongresowi Eucharystycznemu w 1913 i Maryjnemu w 1919. 17 listopada 1902 uzyskał od Leona XIII dla siebie i swoich następców tytuł prymasa Kolumbii. W 1917 poważnie zachorował, tak że udzielono mu ostatniego namaszczenia. Wyzdrowiał, jednak nie odzyskał już sprawności umysłowej i fizycznej sprzed choroby, nie był też w stanie chodzić. Uznawany był za umiejętnego, ale autorytatywnego przywódcę, niewdającego się w polemikę przeciwko swoim zarządzeniom. 
Zmarł 2 stycznia 1928 roku i został pochowany w katedrze prymasowskiej w Bogocie.